# 姜沛民
姜沛民（1959年4月20日—），男，汉族，江苏沛县人，中华人民共和国政治人物，曾任北京市教育委员会主任，中国农业大学党委书记。